# Tangga Bosi II
Tangga Bosi II is een bestuurslaag in het regentschap Mandailing Natal van de provincie Noord-Sumatra, Indonesië. Tangga Bosi II telt 1182 inwoners (volkstelling 2010).